# Functie van meer complexe variabelen
In de wiskunde houdt de theorie van functies van meer complexe variabelen zich bezig met functies van het type {\displaystyle f\colon \mathbb {C} ^{n}\to \mathbb {C} } op de ruimte {\displaystyle \mathbb {C} ^{n}} van n-tupels {\displaystyle (z_{1},z_{2},\ldots ,z_{n})} van complexe getallen. De wiskunde van functies van één complexe variabele is de complexe functietheorie. Functies van meer complexe variabelen worden verondersteld analytisch te zijn, zodat de functiewaarde {\displaystyle f(z_{1},z_{2},\ldots ,z_{n})} lokaal gesproken met een machtreeks in de variabelen {\displaystyle z_{i}} overeenkomt.

## Geschiedenis
Veel voorbeelden van zulke functies waren bekend in de negentiende-eeuwse wiskunde; abelse functies, thèta-functies, en sommige hypergeometrische reeksen. De theorie werd echter jarenlang geen volwaardig gebied in de wiskundige analyse, omdat de karakteristieke verschijnselen ervan niet werden ontdekt. De Weierstrass-voorbereidingsstelling zou nu geclassificeerd worden als commutatieve algebra. Het rechtvaardigde wel het lokale beeld, de vertakking, dat de veralgemening van de aftakkingspunten van de Riemann-oppervlaktheorie behandelt.
Met het werk van Friedrich Hartogs, Pierre Cousin, E. E. Levi en Kiyoshi Oka in de jaren 1930 begon een algemene theorie vorm te krijgen. Anderen die in die tijd op dit gebied werkten waren Heinrich Behnke, Peter Thullen, Karl Stein, Wilhelm Wirtinger en Francesco Severi.
Na 1945 veranderde belangrijk werk snel het algemene beeld van de theorie, met het seminarie van Henri Cartan in Frankrijk, en met Hans Grauert en Reinhold Remmert in Duitsland. Een aantal zaken werden opgehelderd, in het bijzonder dat van de analytische voortzetting.
Vanaf dit punt was er een fundamentele theorie, die kon worden toegepast op analytische meetkunde, automorfe vormen van meerdere variabelen, en partiële differentiaalvergelijkingen. De deformatietheorie van complexe structuren en complexe variëteiten werd in algemene termen beschreven door Kunihiko Kodaira en D. C. Spencer. Het beroemde GAGA-artikel van Serre legde het verband tussen de analytische meetkunde en de algebraïsche meetkunde vast.